# Julgamento por combate

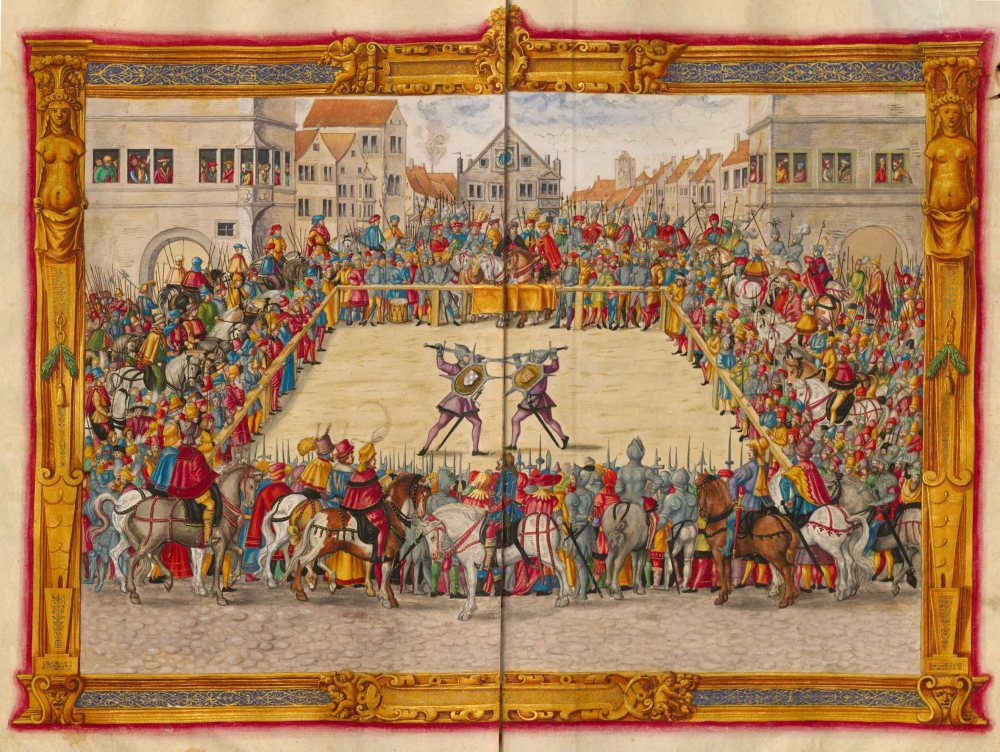
Uma representação da década de 1540 de um combate judicial em Augsburg em 1409, entre o marechal Wilhelm von Dornsberg e Theodor Haschenacker. A espada de Dornsberg quebrou no início do duelo, mas ele matou Haschenacker com sua própria espada.

Julgamento por combate (também conhecido como aposta de batalha, julgamento por batalha ou duelo judicial) era um método do direito germânico para resolver acusações na ausência de testemunhas ou de uma confissão, em que duas partes em disputa lutavam em combate único. O vencedor da luta foi proclamado possuidor da verdade. Em essência, foi um duelo sancionado judicialmente. Permaneceu em uso durante toda a Idade Média europeia, desaparecendo gradualmente no decorrer do século XVI.

## História

### Origens
Ao contrário do julgamento por Ordália em geral, que é conhecido por muitas culturas em todo o mundo, o julgamento por combate é conhecido principalmente pelos costumes dos povos germânicos. A prática era “quase universal na Europa”, segundo o medievalista Eric Jager. Estava em uso entre os antigos borgonheses, francos ripuários, alamanos, lombardos e suíones.
Era desconhecido na lei anglo-saxônica e no direito romano e não figura nas tradições da antiguidade do Oriente Médio, como o código de Hamurabi ou a Torá. No entanto, está registrado nas Leis Brehon irlandesas medievais, como Din Techtugad.
A prática é regulamentada em vários códigos legais germânicos. Estando enraizadas na lei tribal germânica, as diversas leis regionais do Império Franco (e do posterior Sacro Império Romano-Germânico) prescreviam diferentes particularidades, como equipamentos e regras de combate. A Lex Alamannorum (recensão Lantfridana 81, datada de 712–730 d.C.) prescreve um julgamento por combate no caso de duas famílias disputarem a fronteira entre suas terras. Um punhado de terra retirado do terreno em disputa é colocado entre os competidores e eles são obrigados a tocá-lo com suas espadas, cada um jurando que sua reivindicação é legal. A parte vencida, além de perder o direito ao terreno, deverá pagar uma multa.
Os códigos legais que regem seu uso aparecem a partir do ano 803. Luís I, o Piedoso, prescreveu o combate entre testemunhas de cada lado, e não entre o acusador e o acusado, e permitiu brevemente a Ordália em casos envolvendo clérigos.
Na Escandinávia medieval, a prática sobreviveu durante toda a Era Viking na forma do holmgang.
Uma variante incomum, o duelo conjugal, envolvia o combate entre marido e mulher, sendo o primeiro deficiente físico de alguma forma. O perdedor era morto.

### Sacro Império Romano

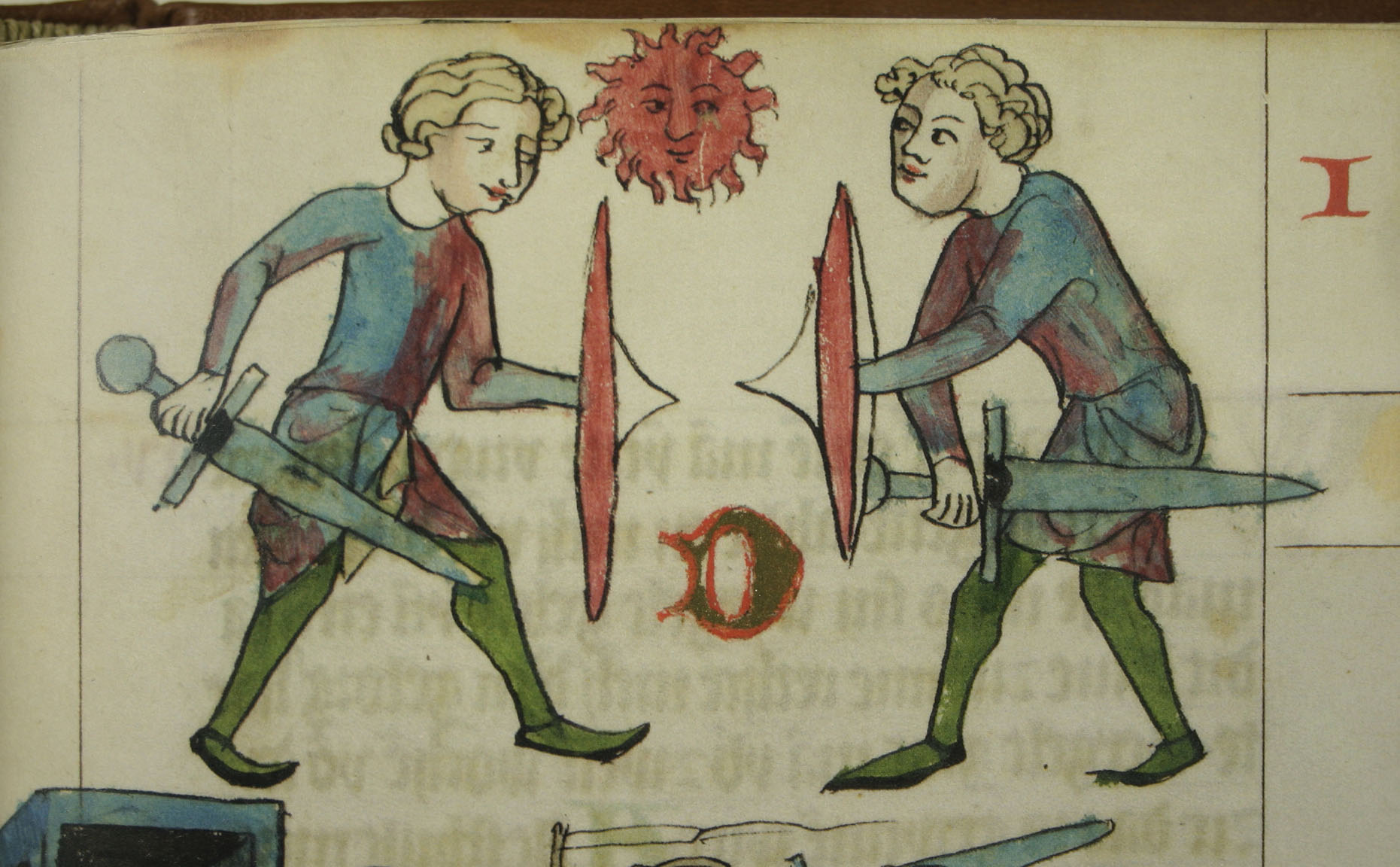
Representação de um combate judicial no códice de Dresden do Sachsenspiegel (início a meados do século XIV), ilustrando a disposição de que os dois combatentes devem "partilhar o sol", ou seja, alinhar-se perpendicularmente ao Sol para que nenhum deles tenha vantagem.

Otão, o Grande, em 967, sancionou expressamente a prática da lei tribal germânica, mesmo que ela não figurasse na lei romana mais “imperial”. O célebre caso de Gero, Conde de Alsleben, é um bom exemplo. O Quarto Concílio de Latrão de 1215 depreciou os duelos judiciais, e o Papa Honório III em 1216 pediu à Ordem Teutônica que cessasse a imposição de duelos judiciais aos seus súditos recém-convertidos na Livônia. Durante os três séculos seguintes, houve uma tensão latente entre as leis regionais tradicionais e o direito romano.
O Sachsenspiegel (livro de Direito) de 1230 reconhece o duelo judicial como uma função importante para estabelecer culpa ou inocência em casos de insulto, lesão ou furto. Os combatentes estão armados com espadas e escudos e podem usar roupas de linho e couro, mas a cabeça e os pés devem estar descobertos e as mãos protegidas apenas por luvas leves. O acusador deverá aguardar o acusado no local designado para o combate. Caso o acusado não compareça após ter sido convocado três vezes, o acusador poderá executar dois cortes e duas facadas contra o vento, e seu caso será tratado como se tivesse vencido a luta.
Os Kleines Kaiserrecht, um código legal anônimo de c. 1300, proíbe totalmente os duelos judiciais, afirmando que o imperador tomou esta decisão ao ver que muitos homens inocentes foram condenados pela prática apenas por serem fisicamente fracos. No entanto, os duelos judiciais continuaram a ser populares ao longo dos séculos XIV e XV.

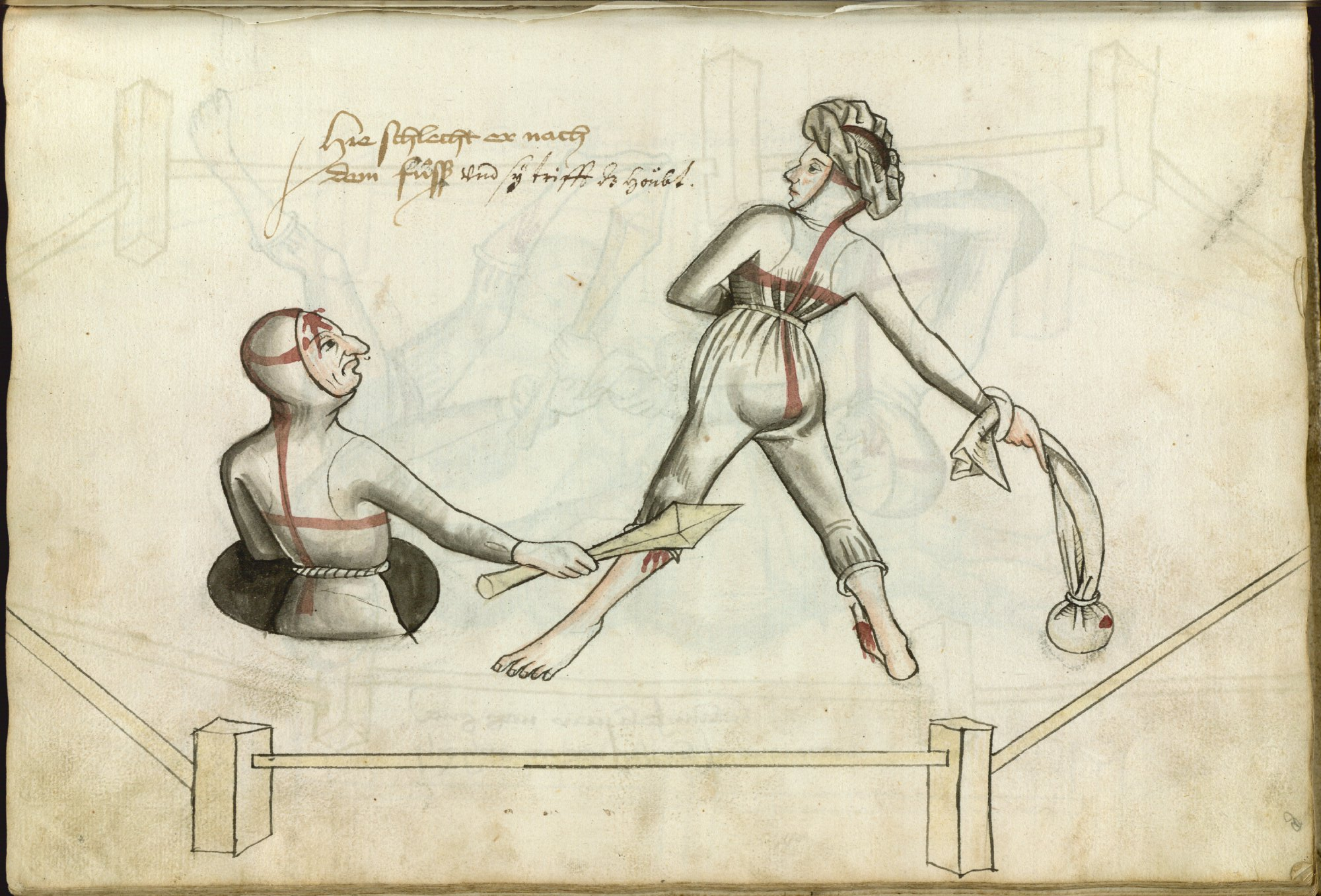
Representação de um duelo judicial entre um homem e uma mulher por Hans Talhoffer (Ms.Thott.290.2º, Fólio 80r, 1459)

O julgamento por combate desempenha um papel significativo nas escolas alemãs de esgrima no século XV. Notavelmente, Hans Talhoffer descreve técnicas a serem aplicadas em tais duelos, separadamente para as variantes da Suábia (espada e escudo) e da Francônia (porrete e escudo), embora outros Fechtbücher (manuais de combate) como o de Paulus Kal e o Codex Wallerstein mostram material semelhante. Embora os plebeus fossem obrigados a apresentar o seu caso a um juiz antes do duelo, os membros da nobreza tinham o direito de desafiar uns aos outros para duelos sem o envolvimento do judiciário, de modo que os duelos deste tipo eram separados do duelo judicial já na Idade Média e não foram afetados pela abolição deste último no início do século XVI pelo imperador Maximiliano I, evoluindo para o duelo cavalheiresco dos tempos modernos, que foi proibido apenas no século XIX.
Hans Talhoffer, em seu códice Thott de 1459, nomeia sete crimes que, na ausência de testemunhas, foram considerados graves o suficiente para justificar um duelo judicial, isto é, assassinato, traição, heresia, deserção do lorde, “prisão” (possivelmente no sentido de sequestro), perjúrio/fraude e estupro.

### Grã-Bretanha e Irlanda
A aposta de batalha, como o julgamento por combate era chamado em inglês, parece ter sido introduzida no common law do Reino da Inglaterra após a conquista normanda e permaneceu em uso durante a Alta e Final da Idade Média.
O último julgamento por combate certo na Inglaterra ocorreu em 1446: um servo acusou seu mestre de traição, e o mestre bebeu muito vinho antes da batalha e foi morto pelo servo. Na Escócia e na Irlanda, a prática continuou até o século XVI. Em 1446, um julgamento por combate foi organizado entre dois magnatas irlandeses em disputa, James Butler, 5.º Conde de Ormonde, e o Prior de Kilmainham, mas o rei Henrique VI interveio pessoalmente para persuadi-los a resolver as suas diferenças pacificamente.
A aposta de batalha nem sempre estava disponível para o réu em uma apelação de homicídio. Se o arguido fosse preso em flagrante delito (isto é, no ato de cometer o seu crime), se tentasse fugir da prisão, ou se houvesse provas tão fortes de culpa que não pudesse haver uma negação efetiva, o arguido não poderia desafiar. Da mesma forma, se o requerente for uma mulher, com mais de 60 anos de idade, um menor, um aleijado ou cego, eles poderiam recusar o desafio, e o caso seria decidido por um júri. Pares do reino, padres e cidadãos da cidade de Londres (os últimos de acordo com a garantia de antigas liberdades sob a Magna Carta) também poderiam recusar a batalha se desafiados. Se a batalha real ocorresse, ocorreria em justa judiciais, de 60 metros quadrados, após a prestação de juramentos contra bruxaria e feitiçaria. Se o réu fosse derrotado e ainda estivesse vivo, seria enforcado no local. No entanto, se ele derrotasse seu oponente, ou se fosse capaz de afastá-lo do nascer ao pôr do sol, ele ficaria livre. Se o demandante dissesse a palavra covarde (“Estou vencido”) e desistisse da luta, ele seria declarado infame, privado dos privilégios de um homem livre e seria responsável por danos ao seu oponente vitorioso.

#### Idade Média
O caso mais antigo em que a aposta de batalha é registrada foi Wulfstan v. Walter (1077), onze anos após a Conquista. Significativamente, os nomes das partes sugerem que se tratou de uma disputa entre um saxão e um normando. O Tractatus de Glanvill, de cerca de 1187, parece ter considerado este o principal modo de julgamento, pelo menos entre os aristocratas autorizados a portar armas.
Por volta de 1219, o julgamento por júri substituiu o julgamento por provação, que tinha sido o modo de prova para os apelos da coroa desde o Julgamento de Clarendon em 1166. Com o surgimento da profissão jurídica no século XIII, os advogados, zelando pela segurança das vidas e dos membros de seus clientes, afastaram as pessoas da aposta de batalha. Uma série de ficções jurídicas foram concebidas para permitir que os litigantes recorressem ao júri, mesmo no tipo de ações que eram tradicionalmente julgadas por meio de aposta de batalha. A prática de evitar o julgamento por combate levou ao conceito moderno de advogados que representam os litigantes.
As disputas civis foram tratadas de forma diferente dos casos criminais. Em casos civis, as mulheres, os idosos, os enfermos, os menores e — depois de 1176 — o clero podiam escolher um julgamento com júri ou poderiam nomear campeões para lutar em seu lugar. Os campeões contratados eram tecnicamente ilegais, mas são óbvios nos registros. Um documento de 1276 entre os registros domésticos do bispo Swinefield marca a promessa de pagar a Thomas de Brydges uma taxa anual por atuar como campeão, com estipêndio adicional e despesas pagas por cada luta. Em casos criminais, muitas vezes era escolhido um aprovador entre os cúmplices do acusado ou na prisão para lutar pela coroa. Às vezes, os aprovadores recebiam liberdade depois de vencer cinco tentativas, mas às vezes eram enforcados de qualquer maneira.
Na prática, uma pessoa que enfrentava julgamento em combate era auxiliada por um segundo, muitas vezes referido como escudeiro. O papel do escudeiro era comparecer à batalha e combinar os detalhes da cerimônia com o escudeiro adversário. Com o tempo, os escudeiros se reuniam e resolviam disputas durante as negociações sobre o combate. Muito tempo foi dedicado a isso, criando um processo para verificar a sela e o freio dos cavalos em busca de pergaminhos de oração e encantamentos e exigindo que os litigantes trocassem luvas e, às vezes, irem a igrejas separadas e dar cinco centavos (pelas cinco feridas de Cristo) para a igreja.
Os primeiros julgamentos de combate permitiram uma variedade de armas, especialmente para os cavaleiros. Mais tarde, os plebeus receberam martelos de guerra, porretes ou bastões com pontas afiadas de ferro. O campo de duelo tinha normalmente dezoito metros quadrados. Aos plebeus era permitido um escudo retangular de couro e podiam ser armados com uma armadura de couro, nua até os joelhos e cotovelos e coberta por uma túnica vermelha de um tipo leve de seda chamada sendal. Os litigantes compareceram pessoalmente. O combate deveria começar antes do meio-dia e terminar antes do pôr do sol.
Qualquer combatente poderia encerrar a luta e perder o caso gritando a palavra “Craven!”, do francês antigo cravanté, “derrotado”, que reconhecia “(estou) vencido”. A parte que o fez, porém, fosse ela litigante ou campeã, foi punida com a ilegalidade. A luta continuou até que uma das partes estivesse morta ou incapacitada. O último homem sobrevivente ganhou o caso.
Por volta de 1300, a aposta de batalha havia praticamente morrido em favor do julgamento por júri. Um dos últimos julgamentos em massa por combate na Escócia, a Batalha dos Clãs, ocorreu em Perth em 1396. Este evento tomou a forma de uma batalha campal entre equipes de cerca de trinta homens cada, representando o Clã Macpherson e o Clã Davidson, no North Inch diante do rei Roberto III. A batalha pretendia resolver uma disputa sobre qual clã deveria manter o flanco direito em uma próxima batalha de ambos os clãs (e vários outros) contra o Clã Cameron. Acredita-se que o Clã Macpherson tenha vencido, mas apenas doze homens sobreviveram dos sessenta originais.

#### Século XVI
Acredita-se que o último julgamento de combate sob a autoridade de um monarca inglês tenha ocorrido durante o reinado de Isabel I, no pátio interno do Castelo de Dublin, na Irlanda, em 7 de setembro de 1583. A disputa foi entre membros da seita de O'Connor Faly do condado de King (atual condado de Offaly), que foram persuadidos por dois juízes (referidos no relato abaixo) a levar o assunto ao conselho privado irlandês para resolução.
A disputa provavelmente dizia respeito ao poder dinástico dentro do território dos O'Connors, e as partes, Teig e Conor, acusaram-se mutuamente de traição; o conselho privado atendeu ao seu desejo de que o julgamento por combate ocorresse no dia seguinte, e que outro julgamento entre dois outros membros da mesma seita ocorresse na quarta-feira seguinte. O primeiro combate ocorreu conforme combinado, com os combatentes “de camisas com espadas, alvos e caveiras”. Um relato dos procedimentos observados por um dos conselheiros particulares é fornecido nos documentos do Estado Ireland 63/104/69 (ortografia adaptada):

O primeiro combate foi realizado na hora e local de acordo com a observação de todas as devidas cerimônias, pois um tempo tão curto iria sofrer, onde ambas as partes mostraram grande coragem em uma luta desesperada: Na qual Conor foi morto e Teig ferido, mas não mortalmente, mais foi uma pena: Nesta quarta-feira seguinte Mortogh Cogge [O'Connor] apareceu no mesmo local trazido pelos capitães às listas, e lá ficou 2 horas fazendo proclamação contra seu inimigo ao som de tambor e trombeta, mas ele não apareceu... A única coisa que elogiamos nesta ação foi o trabalho diligente de Sir Lucas Dillon e do Master of the Rolls [Nicholas White], que igualmente e abertamente pareciam apoiar os campeões, mas secretamente com muito boa concordância, tanto conosco quanto entre eles. , com tanta consideração pelo serviço de Sua Majestade, que nos dá motivo para recomendá-los a Vossas Senhorias.

Os Anais dos Quatro Mestres também se referem ao julgamento e censuram as partes por terem permitido que os ingleses as atraíssem para o processo. Também é mencionado nas crônicas de Holinshed. Este foi um julgamento não de common law, mas sob jurisdição consiliar.

#### Era moderna
Não se sabe quando ocorreu o último julgamento real por batalha na Grã-Bretanha. Embora algumas referências falem de tal julgamento realizado em 1631, os registros indicam que o rei Carlos I interveio para evitar a batalha. Um caso de 1638 é menos claro: envolveu uma disputa legal entre Ralf Claxton e Richard Lilburne (este último pai de John Lilburne). O rei interveio novamente e os juízes agiram para atrasar o processo. Nenhum registro sobreviveu do resultado do caso, mas nenhum relato contemporâneo fala do julgamento por batalha realmente ocorrendo. A última batalha judicial certa na Grã-Bretanha ocorreu na Escócia, em 1597, quando Adam Bruntfield acusou James Carmichael de assassinato e o matou em batalha.
Propostas para abolir o julgamento por batalha foram feitas no século XVII e duas vezes no século XVIII, mas não tiveram sucesso. Em 1774, como parte da resposta legislativa a Festa do Chá de Boston, o Parlamento considerou um projeto de lei que teria abolido os apelos de assassinato e os julgamentos por batalha nas colônias americanas. Foi contestado com sucesso pelo membro do Parlamento John Dunning, que chamou o apelo ao assassinato de “aquele grande pilar da Constituição”. O escritor e deputado Edmund Burke, por outro lado, apoiou a abolição, chamando o apelo e a aposta de “supersticiosos e bárbaros ao último grau”.
O mandado de direito era a forma mais direta, no common law, de contestar o direito de alguém a um advogado. O recurso criminal foi um processo criminal privado instaurado pelo acusador diretamente contra o acusado. Não se tratava, ao contrário do recurso contemporâneo, de um processo num tribunal de jurisdição superior que revisava os procedimentos de um tribunal inferior.

Tal processo privado foi conduzido pela última vez no caso Ashford v Thornton em 1818. Pronunciando a sentença a favor do apelo do acusado reivindicando a aposta de batalha, o juiz Bayley do King's Bench disse que:
Um inconveniente que acompanha este modo de proceder é que a parte que o institui deve estar disposta, se necessário, a arriscar a sua vida em apoio à sua acusação.
O Parlamento aboliu a aposta de batalha no ano seguinte, em fevereiro de 1819, numa lei introduzida pelo procurador-geral Samuel Shepherd. Ao mesmo tempo, o mandado de direito e os recursos criminais também foram abolidos.

### Estados Unidos
Na altura da independência em 1776, o julgamento por combate não tinha sido abolido e nunca mais foi formalmente abolido desde então. A questão de saber se o julgamento por combate continua a ser uma alternativa válida à ação civil tem sido considerada como permanecendo em aberto, pelo menos em teoria. Em McNatt v. Richards (1983), o Tribunal de Chancelaria de Delaware rejeitou o pedido do réu de “julgamento por combate até a morte”, alegando que o duelo era ilegal. Em Forgotten Trial Techniques: The Wager of Battle, Donald J. Evans expôs a possibilidade de um julgamento por batalha no ambiente de um escritório de advogado. Uma moção irônica durante 2015 para julgamento por combate em resposta a uma ação civil foi rejeitada em 2016.
Em 2020, um homem chamado David Zachary Ostrom solicitou um julgamento por combate em resposta a uma disputa de custódia e propriedade com sua ex-esposa por causa de seus filhos. Após Ostrom solicitar julgamento por combate, ele recebeu ordem judicial para fazer um teste de sanidade e foi temporariamente impedido de ter direitos parentais. Após passar com sucesso no teste de sanidade, o tempo de paternidade de Ostrom foi restaurado. Desde então, Ostrom admitiu que inicialmente fez o pedido de julgamento por combate, a fim de atrair a atenção da mídia para o seu caso.
Em um comício pelo presidente Donald Trump em 6 de janeiro de 2021, o ex-prefeito de Nova Iorque e advogado de Trump, Rudy Giuliani, fez alegações de fraude eleitoral e pediu um “julgamento por combate”. A manifestação resultou no Ataque ao Capitólio dos Estados Unidos em 2021.

### França

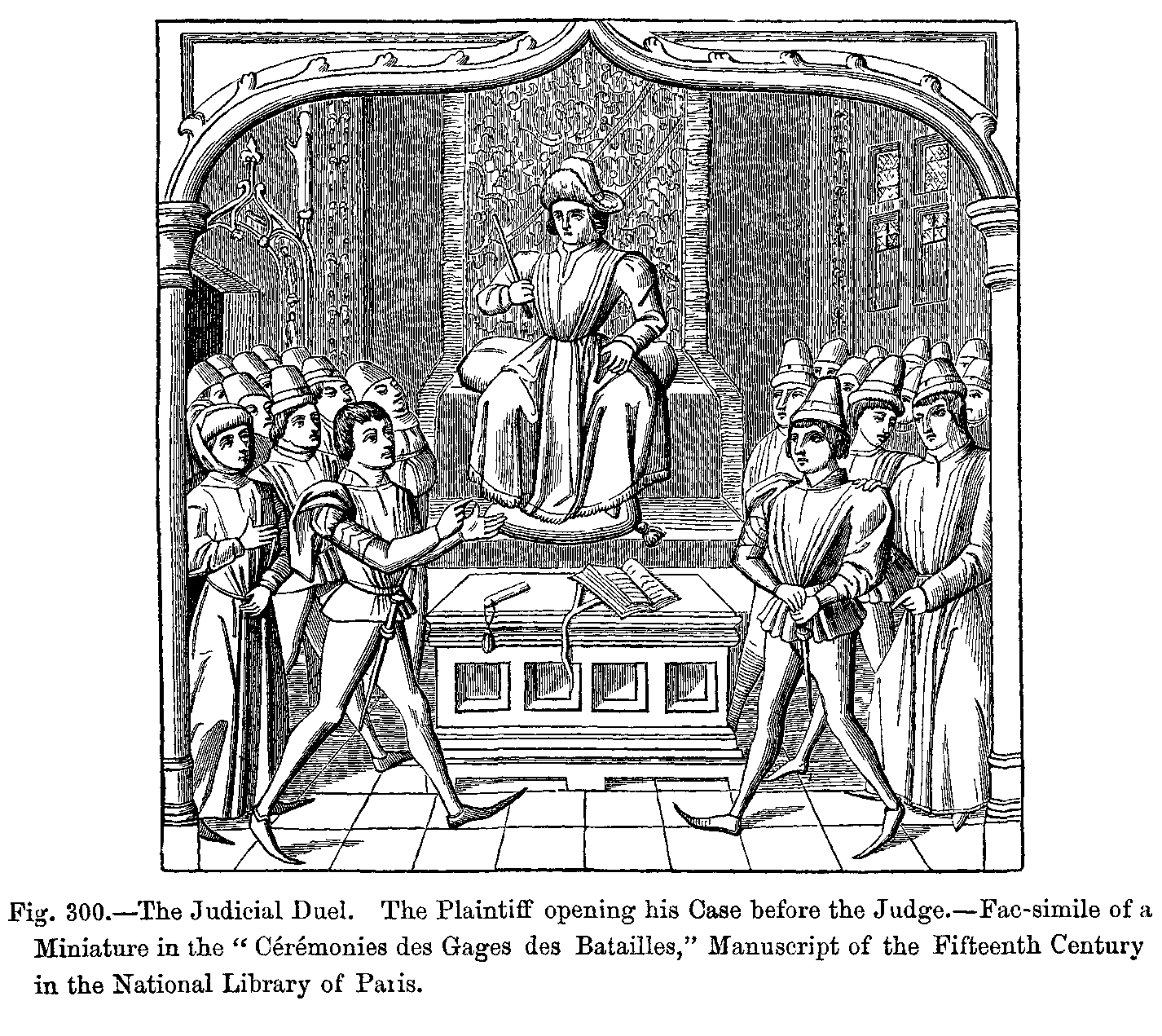
“O demandante abrindo o caso perante o juiz”, de Cérémonies des Gages des Batailles (século XV), Biblioteca Nacional de Paris.

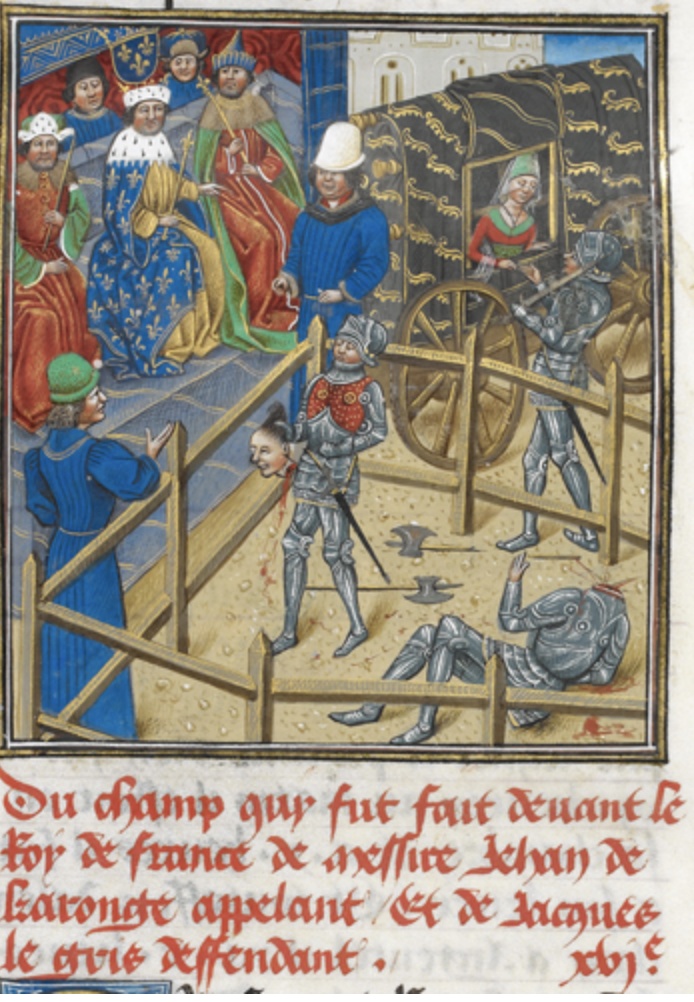
Duelo entre Jacques Le Gris e Jean de Carrouges

De acordo com Gregório de Tours, o rei Quildeberto II ordenou que dois de seus servos se envolvessem em julgamento por combate um contra o outro quando descobriu que um búfalo havia sido morto em sua floresta e um acusou o outro do crime.

#### Combate judicial de 1386
Em dezembro de 1386, um dos últimos julgamentos de combate autorizados pelo rei francês Carlos VI foi travado em Paris. O julgamento foi travado para decidir um caso movido por Sir Jean de Carrouges contra o escudeiro Jacques le Gris, a quem ele acusou de estuprar sua esposa Marguerite quando Carrouges estava em Paris conduzindo negócios. Após longas audiências no Parlamento de Paris, com Jacques le Gris alegando que não havia cometido o crime e Marguerite estando grávida, foi decidido que a culpa não poderia ser decidida através de um julgamento com júri padrão, e um duelo judicial foi ordenado. O duelo colocou três vidas nas mãos do destino: Jacques le Gris, o acusado, Jean de Carrouges, e a acusadora, Marguerite. No duelo, o sobrevivente do referido duelo seria considerado o vencedor da reivindicação. Se Jacques le Gris vencesse o duelo, não só Jean de Carrouges morreria, mas sua esposa grávida também seria condenada à morte pelo crime de ser uma falsa acusadora.
No final de Dezembro, pouco depois do Natal, os combatentes reuniram-se fora dos muros da abadia de Saint-Martin-des-Champs, nos subúrbios do norte de Paris. Após uma longa cerimônia, a batalha foi travada e, após um encontro furioso e sangrento, Carrouges esfaqueou seu oponente com uma espada e reivindicou a vitória, sendo recompensado com presentes financeiros substanciais e uma posição na casa real. O duelo foi assistido pela corte real, por vários duques reais e por milhares de parisienses comuns e foi registrado em várias crônicas notáveis, incluindo as Crônicas de Froissart e Grandes Crônicas da França. Desde então, foi coberto por vários textos notáveis, incluindo a Encyclopédie de Denis Diderot, Voltaire e pela Encyclopædia Britannica Décima Primeira Edição, e também pelo livro de 2004, The Last Duel, de Eric Jager.

### Índia
No século 15, na região de Malabar, na Índia, a mesma competição Kalari payattu foi realizada pela casta Thiyya, que são os Chekavars. Um tipo especial de lutador chamado chekvar foi contratado para duelar com outro chekavar em nome de dois partidos governantes opostos para evitar o explosão de uma rivalidade de sangue. Por isso dois chekavar lutam entre si em uma arena pelo rei e morrem. Para isso eles usaram espada e parija. Quando um dos chekavar derrotou ou matou o outro no duelo público denominado ankam, as duas partes consideraram o assunto encerrado sem terem derramado o próprio sangue. É como se a violência do sacrifício, Kalari payattu, a forma mais antiga e importante da Índia, fosse praticada em Kerala. As suas origens remontam ao século XII. Unniyarcha, Aromal Chekavar e outros eram guerreiros da linhagem Chekavar. Foi durante esse período que o kalaripayattu se espalhou amplamente no sul de Querala.

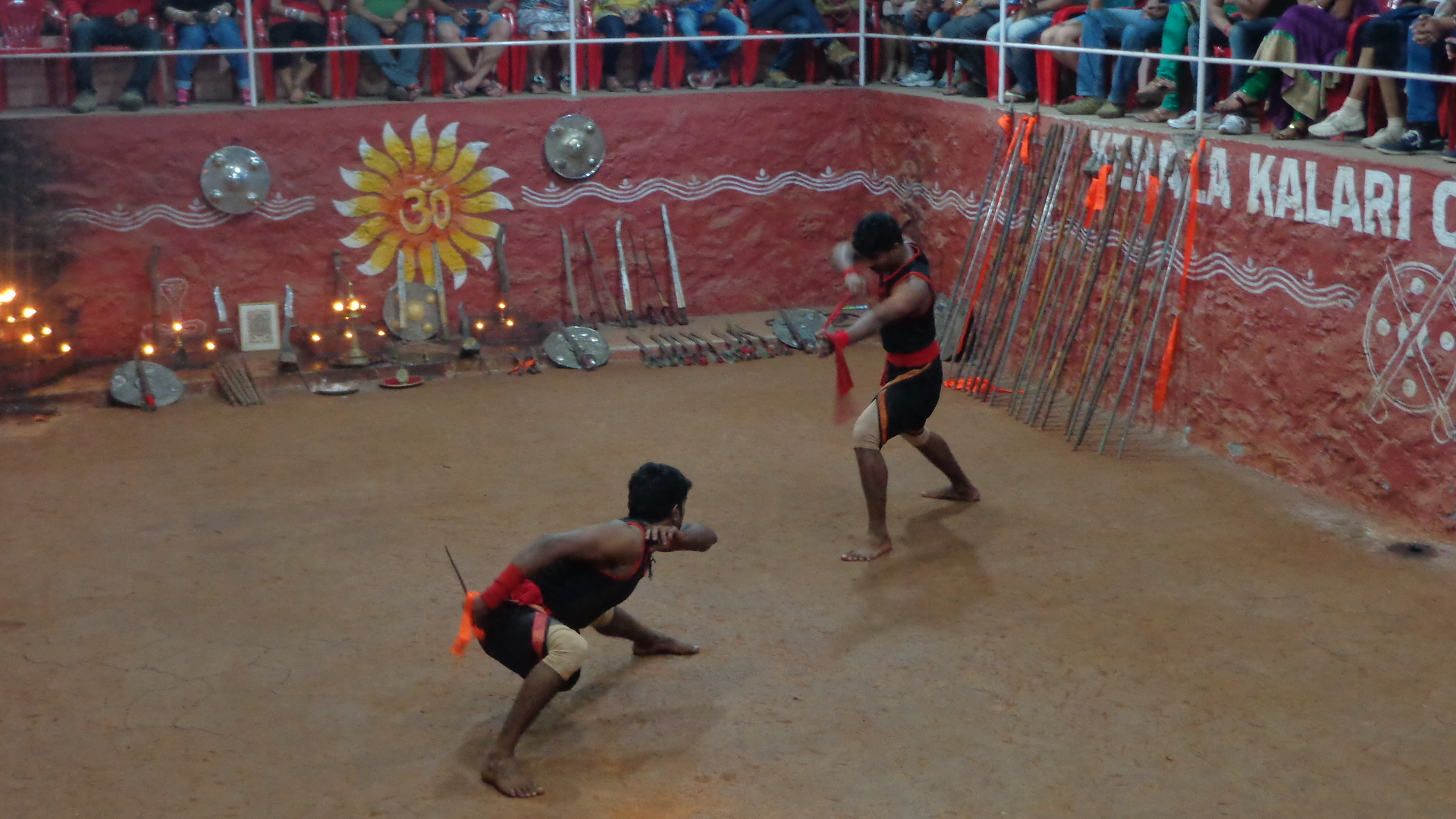
Combate Kalaripayattu

### Itália
Por volta de 630 d.C., Gundeberga, esposa do rei lombardo Arioaldo (626-636), teria sido acusada por um amante desapontado de uma conspiração para envenenar o rei e levar outro homem. O rei Arioaldo consentiu que a sua inocência fosse testada por um combate individual entre o seu acusador e um nobre que se comprometeu a defendê-la. Morto o acusador, Gundeberga foi declarada inocente. Este foi o primeiro caso de julgamento por combate na história da Itália. Na década de 730, o rei lombardo Liuprando (712-744) perdeu a confiança na probabilidade de que o julgamento por batalha proporcionasse justiça. Ele sabia que a prática estava sujeita a abusos.
A jurisprudência do duelo judicial na Itália está particularmente bem documentada nos séculos XV e XVI. Em particular, os tratados de Achille Marozzo (1536), Giovanni Battista Pigna (1554) e Girolamo Mutio (1560) contribuíram para lançar considerável luz sobre o assunto.
Os aspectos fundamentais dos costumes duelosos da Itália eram os seguintes. A parte ofendida (attore ou agente) teve que acusar o réu (reo) de uma lesão por palavras ou atos que recebeu, em questões que não puderam ser provadas de forma confiável em um tribunal. Por sua vez, o arguido teve de emitir uma “mentita”, significando que teve de dizer ao agente “você mente”, o que consistiu numa injúria de palavras. Depois disso, o agente teve que emitir um artello autenticado, ou um aviso de impugnação, ao réu, que, se aceito, daria início ao processo formal.
O réu tinha a importante vantagem da escolha das armas. Isto foi feito para garantir que a instituição não seria abusada pelos fortes para dominar os fracos, embora o sistema fosse manipulado de muitas maneiras, beirando o ilegal.
O duelo aconteceria nas terras de um senhor imparcial para ambas as partes ou, se isso não fosse praticável, alla macchia, ou seja, em terras públicas. O arauto leu a acusação em voz alta e deu ao réu uma última chance de confessar. Caso este não o fizesse, o duelo teria início, cabendo ao emissor do desafio desferir (ou tentar) o primeiro golpe. Lesões incapacitantes ou morte ditariam a vitória, embora outros cenários também fossem possíveis. Por exemplo, se o réu conseguisse desviar com sucesso todos os golpes desferidos pelo agente até o pôr do sol, o réu seria considerado o vencedor.
Com a contrarreforma do século XVI, os duelos tornaram-se ilegais; no entanto, seus costumes foram mantidos e utilizados pela maioria das classes sociais médias e altas até o início do século XIX.

## Na ficção
O romance de Walter Scott, The Fair Maid of Perth de 1828, dramatiza os preparativos para a Batalha de North Inch, onde um duelo judicial está entre os eventos violentos que culminaram em uma batalha judicial entre os clãs perante o rei Roberto III da Escócia.
O julgamento de Carrouges-le Gris de 1386 foi tema de um livro de 2004 de Eric Jager. Este livro foi adaptado para um documentário da BBC Four de 2008 e dramatizado em um filme de 2021.
Tyrion Lannister de Game of Thrones e As Crônicas de Gelo e Fogo é submetido a dois julgamentos por combate, com o segundo julgamento forçando-o a fugir depois de ser falsamente condenado pelo assassinato de Joffrey Baratheon.